# Ultra Magnus
Ultra Magnus (conosciuto così nell'originale negli Stati Uniti e in Giappone, mentre era chiamato Convoy in Italia) è un personaggio dell'universo dei Transformers, apparso nella prima serie animata degli anni '80, conosciuta come Transformers (G1) a partire dal lungometraggio "The Transformers: The Movie".

## Personaggio
Nonostante la sua incredibile abilità di combattimento, il coraggio e il talento senza pari per l'improvvisazione sul campo di battaglia, Ultra Magnus si trova più a suo agio quando deve eseguire gli ordini e, sarebbe naturalmente a disagio se la Matrice del comando dovesse mai trovarsi collocata su di lui. Nella sua mente Ultra Magnus è un seguace, non un comandante, e la sua riluttanza a cambiare mentalità farà in modo che lui spenderà e prenderà in considerazione tutte le opzioni prima di accettare l'idea che egli è tenuto a condurre. Come leader, Ultra Magnus sarebbe risoluto, leale e coraggioso, sempre pronto a sacrificarsi per il bene dei suoi compagni e per la missione, inoltre è inflessibile, in preparazione per la protezione di coloro che sono sotto il suo comando. Anche se non interessato al comando generale, Ultra Magnus è stato comunque il comandante di Autobot City nel lungometraggio "The Transformers: The Movie", il che indica che almeno è disposto ad accettare un ruolo nel comando con responsabilità minore e non come comandante supremo, un ruolo coperto sia da Optimus Prime e successivamente da Rodimus Prime. Tuttavia, quando la piaga dell'odio viene liberata nel cosmo da uno scienziato umano vendicativo che odia tutti i Transformers, Ultra Magnus contagiato insegue Rodimus dandogli del bamboccio incompetente e sostenendo che lui sia invece degno di comandare; questo suggerirebbe che Magnus sia ben consapevole del suo potenziale.
Ultra Magnus è armato con missili capaci di colpire un bersaglio a 30 miglia di distanza, e si trasforma in una bisarca costituita da una motrice Freightliner FLT COE doppio asse di colore bianco con rimorchio di colore blu in grado di trasportare i suoi compagni soldati Autobot.
In altre continuity Ultra Magnus compare a volte con caratteristiche simili o uguali all'originale; invece la sua versione della IDW Publishing è diversa caratterialmente, e in seguito anche fisicamente; qui Magnus non ha alcun problema a comandare grandi gruppi di Autobot, anche quelli non direttamente sotto il suo comando; tuttavia il suo ruolo è più distaccato ed indiretto; Ultra Magnus è stato scelto come esecutore dell'Accordo di Tyrest (una sorta di Convenzione di Ginevra cybertroniana, stabilita durante i primi tempi della guerra), e insegue Autobot e Decepticon che hanno violato questi patti; di tanto in tanto partecipa alle ostilità. Viene ritratto come una sorta di Robocop, uno sbirro dedito al dovere e ligio al regolamento, ma anche capace di usare una notevole violenza e potenza di fuoco per catturare il suo bersaglio. In seguito alla fine della guerra si imbarca sulla astronave "Lost Light" come ufficiale della sicurezza; durante una delle disavventure dell'equipaggio viene ucciso da un prigioniero, il Decepticon Overlord, ma il suo cadavere si alza da solo e sparisce; seguendolo Rodimus e gli altri arrivano su Luna-2, la seconda (e scomparsa) luna di Cybertron, dove ritrovano Tyrest; questi è il Capo di Giustizia, una sorta di Corte Suprema costituita da un membro; come promotore dell'accordo, scelse Ultra Magnus per applicarne le regole e arrestarne i trasgressori; ma quando Ultra Magnus fu ucciso durante una battaglia, Tyrest prese il suo corpo e ne fece una armatura da far indossare ai suoi successori; da allora si sono alternati più o meno 4-5 individui col nome Ultra Magnus, l'ultimo dei quali è Minimus Ambus, un piccoletto della stessa taglia di Rewind (una delle cassette di Blaster).
Dopo l'apparente sconfitta di Tyrest, Magnus/Ambus decide di prendersi un periodo sabbatico e passa il suo ruolo a Fortress Maximus; lui continua a restare a bordo della Lost Light fino all'ammutinamento di Getaway e parte dell'equipaggio; in seguito a questi eventi, Magnus, Rodimus, Megatron, Ravage, Skids, Tailgate, Cyclonus, Rewind, Brainstorm, Whirl ed altri restano intrappolati sul pianeta del Necrobot e costretti ad affrontare un contingente di ex Decepticon che non si sono arresi. Dopo la battaglia, alcuni di loro tentano un teletrasporto ma finiscono in un universo parallelo, dove assisterà i membri della LAV (Lega Anti Vocazionisti) a lottare contro i Funzionisti. Dopo lo smantellamento della Lost Light, Magnus rivelerà a Megatron la decisione di distruggere l'armatura sotto consiglio di quest'ultimo (che gli risponderà: "Bene. Perché sei molto più grande senza.") e di vivere il resto della sua vita come Minimus Ambus.

## Comparse nell'Animazione

### Transformers Generation 1

#### Transformers (serie animata) (1984-1987)
Nella prima serie degli anni '80, conosciuta anche come "Transformers (G1)", Ultra Magnus appare per la prima volta in Giappone nell'episodio "Scramble city". Quest'episodio non è mai andato in onda negli Stati Uniti; è infatti una creazione giapponese realizzata per collegare la seconda e la terza serie di Transformers G1 (in Giappone la seconda e la prima serie costituiscono un corpo unico, mentre la terza serie viene chiamata Transformers 2010), poiché "The Transformers: The Movie" fu proiettato solo l'anno dopo. Il film vede la prima apparizione ufficiale di Ultra Magnus nell'anno terrestre 2005 come comandante di Autobot City sulla Terra. Quando l'avamposto viene attaccato da Megatron e dai suoi Decepticon, Magnus si trova improvvisamente a guidare la difesa della città e a comandare l'intero esercito Autobot, quando Optimus Prime muore in battaglia e gli passa la Matrice del Comando, nonostante le sue proteste. Successivamente sul pianeta di Junk, in un confronto con il capo Decepticon riformattato da Unicron come Galvatron, Magnus viene ridotto a pezzi e perde la Matrice strappatagli da Galvatron; in seguito viene rimontato e riattivato dai Junkions. Quando Hot Rod recupera la Matrice da Galvatron e diviene Rodimus Prime, Ultra Magnus decide di dimettersi dalla carica di capo per dare il ruolo a Rodimus ma, continua ad agire come il suo amico e consigliere, al fine di mantenerlo sulla retta via e rassicurandolo, cercando di spingerlo fuori dall'ombra di Optimus Prime.
Magnus ha pure avuto la sua parte di avventure personali: nel 2006 è stato catturato da uno scienziato Quintesson per lo studio, insieme a Wreck-Gar, Marissa Faireborn e il Decepticon Cyclonus; Ultra Magnus e Cyclonus sviluppano un mutuo e riluttante rispetto l'uno per l'altro come guerrieri durante i successivi eventi, come quando hanno lavorato insieme per sfuggire a un universo negativo sull'altro lato di un buco nero. Magnus entrerà in conflitto con un Cyclonus impenitente quando andrà in aiuto di Wheelie e Daniel Witwicky, che sono finiti nei guai durante il tentativo di scoprire il compleanno di Magnus. In aggiunta a queste e ad altre battaglie con Cyclonus, Magnus anche si verrà a trovare di fronte Galvatron in diverse occasioni - lo squilibrato Decepticon  occasionalmente concentrava la sua rabbia di più su Magnus che su di Rodimus Prime; tale nozione non è stata appropriata, in quanto Magnus era colui che egli fu originariamente inviato a distruggere, e che lo ha ostacolato in vari modi, certamente abbastanza per guadagnare in modo permanente l'ira del Galvatron squilibrato. Nell'episodio "Only Human", Ultra Magnus, Springer, Rodimus Prime e Arcee subiscono il trasferimento delle loro menti in finti umani ("synthoid") dal criminale umano Victor Drath; in questa occasione, Magnus viene reso come un umano all'incirca cinquantenne, in contrasto con i compagni dall'aspetto di ventenni-trentenni. Nell'episodio 78, "Il Paradiso del folle", Spike e Carly ha ospitato un banchetto per un ambasciatore in visita. Daniel era annoiato e si allontanò. Grimlock lo seguì, e cadde in una camera perduta dove i Quintesson bandivano i loro criminali di altre dimensioni. Da lì scivolarono fino al regno di Menonoa e, furono indotti a combattere al fianco del Mago Rosso, solo per scoprire che era stato lui ad aver rovesciato il Radioso. Ultra Magnus, Blaster, Eject, Rewind, Ramhorn e Steeljaw seguirono e, utilizzando l'amplificazione di Blaster, aiutarono il Golden One a sconfiggere il Mago Rosso. Con l'aiuto di Perceptor, gli Autobots e Daniel riuscirono a tornare su Cybertron. Quando la galassia è stata contagiata dal virus della piaga dell'odio, Ultra Magnus è stata una delle prime vittime, perdendo il suo atteggiamento calmo e avendo come suo unico desiderio di distruggere Rodimus Prime. Dopo la cura della peste ottenuta grazie al risorto Optimus Prime, Magnus ha guidato la difesa di Cybertron durante la battaglia per il potere della Camera dell'Energia al plasma nel 2007.
Nel lungometraggio, Ultra Magnus è stato doppiaggio da Robert Stack. Per gli episodi successivi della serie animata, è stato doppiato da Jack Angel, che aveva già interpretato personaggi come Astrotrain, Ramjet e Omega Supreme. Il suo personaggio era più famoso per pronunciare la frase "Non posso trattare con questo ora" ogni volta che le cose tendevano ad andare male.
La forma alternativa di Ultra Magnus è una bisarca, cioè una motrice collegata ad un rimorchio per trasportare automobili; la sezione motrice è perfettamente uguale a quella di Optimus Prime, tranne il colore bianco al posto delle tinte rosso e blu di Optimus; il rimorchio invece è separabile e ricopre il corpo come una armatura; nella versione originale però motrice e rimorchio costituiscono un tutt'uno: nelle trasformazioni Ultra Magnus passa sempre da bisarca a robot e viceversa, senza passaggi intermedi. Tuttavia in alcune continuity, come la serie abortita della Dreamwave, Magnus viene mostrato anche senza la copertura esterna.
L'origine di questa particolarità deriva dalla storia del giocattolo; quando la Takara creò il modello per Battle Convoy (il prototipo di Convoy, nome giapponese di Optimus Prime), ideò la coppia motrice-rimorchio, dove quest'ultimo fa da base mobile; in seguito la ditta costruì un secondo rimorchio che facesse da armatura per il robot/motrice, e lo chiamò Powered Convoy (Convoy potenziato), considerandolo lo stesso personaggio; la Hasbro preferì separarlo e trattarlo come uno nuovo; a ricordo di ciò, il nome italiano del giocattolo di Ultra Magnus (importato dalla Gig direttamente dal Giappone e non tramite la Hasbro in America, come tutti i pezzi iniziali) è Convoy. Da allora molte iterazioni di Ultra Magnus sono bisarche o comunque versioni ricolorate di Optimus Prime.

### Transformers: Robots in Disguise (serie animata 2000)
Nella serie "Transformers: Robots in Disguise", come cenno alla loro origine in Generation 1, Ultra Magnus e Optimus Prime (God Magnus e Fire Convoy in Giappone) sono stati creati allo stesso tempo da Alpha Trion ma, quando il secondo è stato scelto per portare la Matrice del comando, Magnus restò estremamente deluso, e se ne andò portando rancore contro il fratello. Questo rancore finalmente esplose in violenza quando arrivò sulla Terra con l'intenzione di prendere quello che credeva fosse suo di diritto - con la forza, se necessario. Prima dell'incontro con Optimus, Magnus aveva combattuto e sconfitto facilmente i Decepticon in proprio (nemmeno Ruination poteva batterlo), e disattivato i 3 Fratelli Autobot (Sideburn, Prowl e X-Brawn) con un EMP per poi scaricarli in uno scasso. Quando incontrò Optimus, questi gli offrì la possibilità di unirsi a lui, ma Magnus rifiutò apertamente e lo aggredì. Dopo aver ferito gravemente Prime che aveva rifiutato di combattere, Magnus lo rintracciò su un'isola deserta, dove finse di offrirgli la mano in segno di amicizia, solo per tentare di assorbire la matrice per se stesso, costringendo i fratelli nella forma combinata di Omega Prime (God Fire Convoy). Attraverso questa unione (link), Magnus è stato poi anche in grado di incanalare la potenza della Matrice, che ha usato per sovralimentare i due fratelli Autobot in forme neo-colorati. Anche se Magnus era rimasto un agente libero, rifiutando di prendere ordini da suo fratello, la sua animosità diminuì e lui spesso ha aiutato gli Autobot, combinandosi con Prime per combattere i Predacons e i Decepticons. Come Omega Prime, affrontò Galvatron insieme al nucleo della Terra e lo sconfisse una volta per tutte.
Si noti che in Car Robots (la versione originale giapponese del cartone), non vi è una singola Matrice, ma molte matrici, ciascuna tenuta da un Autobot di alto rango. Magnus già possiede una matrice ma, cerca semplicemente di rubare il potere di Prime per aumentare il proprio (da qui la conseguente sovralimentazione dei Fratelli Autobot).
In questa linea, il giocattolo è un pezzo unico, in contrasto con quello di Prime che usa la combinazione motrice-rimorchio per potenziarsi; inoltre Ultra Magnus può essere smontato e ri-assemblato come armatura sul corpo di Optimus (senza il rimorchio armatura). Questa versione fu ricolorata per la linea Transformers Universe, mantenendo intatte le modalità di trasformazione.

### Transformers Animated (2007-2009)
Nella serie "Transformers Animated", Ultra Magnus è molto più serio e potente, ed è il governante ufficiale di Cybertron; porta con sé un grosso martello da guerra che attira fulmini, tanto che lo usa in un episodio per spaventare e respingere i Dinobot.
Durante un flashback di Rachet 'in "Brivido della caccia", si vede Magnus che ordina a Ratchet di ottenere da Arcee i suoi codici di accesso posteriore. In seguito Ratchet ha più flashback durante l'episodio "Transwarped" quando ricorda, dopo aver ottenuto i codici di accesso di Arcee, che aveva seguito Ultra Magnus e Highbrow dove Omega Supreme era stato costruito. Ultra Magnus informa Ratchet che Omega è stata costruita per essere un'arma "giorno del giudizio" e che devono fare di tutto per vincere la guerra. Nell'episodio pilota della serie, Ultra Magnus apprese da Optimus Prime che il suo equipaggio aveva scoperto l'Allspark e ordinò loro di non muoversi fino a quando non fosse stato possibile recuperare; aggiunse che Prime non doveva provare a fare l'eroe, ma Optimus disobbedì e fece decollare l'Arca comunque, affermando che "Ultra Magnus non aveva con sé l'Allspark". Magnus viene sulla Terra personalmente nell'episodio "The Guard Elite" con i suoi compagni membri della Guardia d'Elite, Sentinel Prime e Jazz. Ha preso qui una modalità veicolare terrestre, una specie di autoblindo. Dopo la battaglia contro alcuni droidi di polizia fuori controllo e un frammento di Allspark recuperato, Ultra Magnus ha cominciato a rispettare Optimus Prime come comandante e disse a Sentinel Prime che egli può imparare una cosa o due da lui. Egli appare brevemente alla fine di "Il ritorno del preside" parlando con i Prime circa quello che è successo, e poi andare a informare il comando di Cybertron su alcune questioni importanti. Durante la puntata "Missione compiuta", informa Optimus e il suo equipaggio di fare le valigie e prepararsi a tornare su Cybertron. Dopo che Jazz rileva un frammento di Allspark, quest'ultimo e Ultra Magnus escono ad indagare. Non riescono a trovarlo e vengono ritardati nel raggiungere la stazione ferroviaria, dove Magnus redarguisce seriamente Optimus per aver disobbedito e non aver fornito la prova che ci sono Decepticon sulla Terra. Quando Starscream cade dal cielo Ultra Magnus ordina a tutti di stare indietro, e prima che il Decepticon gli esploda in faccia recupera il frammento dopodiché riporta Sentinel Prime e Jazz su Cybertron per combattere una rivolta Decepticon. Ha poi informato gli Autobot sulla Terra della fuga del traditore Wasp, dicendo loro di tenere un sensore ottico per lui durante "Autoboot camp". Appare in "Transwarped" nel tempo presente a combattere le rivolte dei Decepticon e poi di nuovo su Cybertron, dove capisce che le rivolte sono state troppo organizzate e deduce che Cybertron potrebbe avere un doppio agente. Poi manda Sentinel e Jazz sulla Terra per avere un aggiornamento dagli Autobot terrestri. La sua successiva apparizione è in "Dov'è il tuo pungiglione?", nella quale assicura Longarm Prime (in realtà il Decepticon Shockwave) che Sentinel, Jazz, Jetfire, e Jetstorm potevano procedere con la loro missione. Più tardi, quando la copertura di Longarm salta, Shockwave lo attacca selvaggiamente lasciandolo gravemente ferito, e ruba il suo martello. Magnus è a malapena in grado di rivelare l'identità del suo aggressore a Ironhide. Secondo Alpha Trion in "Decepticon Air", Ultra Magnus è attualmente in 'accensione a supporto'. Da questo momento, Sentinel Prime subentra come nuovo Magnus. In "This Is Why I Hate Machines", l'attacco da Shockwave e l'immagine di Ultra Magnus in infermeria sono usati come propaganda nelle politiche governative fanatiche di Sentinel. Mentre è in supporto vitale, Ultra Magnus è quasi distrutto dal suo stesso martello quando Shockwave attacca l'infermeria ma, viene salvato da Ratchet, che prende il martello portandolo con lui sulla Terra e promette di tornare una volta che Ultra Magnus si riprenderà. In una serie di flashback da Optimus Prime nel corso di "Endgame Parte 1", viene rivelato che Ultra Magnus era colui che aveva espulso Optimus dall'accademia Autobot, per il suo coinvolgimento con la perdita di Elita-1. Tuttavia, a causa della sua predilezione speciale per il cadetto, in più sospettando che Sentinel non diceva tutta la verità circa l'incidente, Ultra Magnus risparmia Optimus da una vergogna totale. Magnus assegna ad Optimus un gruppo di Autobot, (vale a dire Ratchet, Bumblebee, Bulkhead, e più tardi, Prowl), e lo mette al comando di una nave stellare (poi rivelatasi Omega Supreme). Ha anche dato ad Optimus il rango di Prime. Il destino di Ultra Magnus non è stato rivelato prima della fine della serie ma, Derrick J. Wyatt ha dichiarato che, se fosse stata fatta una quarta stagione dello show, Magnus sarebbe morto per le ferite riportate.

### Transformers: Prime - Beast Hunters (2013)
Ultra Magnus appare nella terza stagione di Transformers: Prime, intitolata "Beast Hunters". Egli si rivela essere il secondo in comando di Optimus Prime e, i due sono sopravvissuti alla guerra per Cybertron. Lui è un comandante ligio alle regole, chiedendo che gli Autobot (ad eccezione di Ratchet) e anche gli umani si rivolgano a lui come "signore". Anche se non è menzionato per nome prima del suo arrivo, la sua immagine (o una molto simile) apparvero quando l'amnesiaco Optimus Prime, allora chiamato Orion Pax, cercò e guardò Optimus Prime nel database Decepticon. Ultra Magnus arriva in persona sulla Terra nell'episodio "Sparse" e si incontra con Arcee e Jack. Così come Wheeljack, anche Magnus ha il suo shuttle personale, anche se il suo è ben più grande. In "Prey", Ultra Magnus dice a Jack e Arcee che ha individuato cinque forme di vita Autobot rimasti online. Ultra Magnus ha anche detto di aver incontrato altri Autobot durante i suoi viaggi, molti dei quali sono morti in attacchi Decepticon. Più tardi egli aiuta Bulkhead, Wheeljack e Miko a fuggire da Predaking, per poi trovare Ratchet, Bumblebee e Raf all'Harbinger e incontra l'Agente Fowler e Darby. Ultra Magnus decide che gli Autobot devono sconfiggere Megatron una volta per tutte e, dopo aver preso il comando, offre loro una grande quantità di armi per contribuire alla lotta. In "Ribellione", Ultra Magnus conduce l'assalto a Darkmount, dove Predaking viene inviato attraverso un ponte di terra in Antartide. Magnus va dietro a Megatron ma viene sconfitto. Prima che gli Autobot possano essere giustiziati Optimus Prime, ricostruito dalla forgia, arriva e distrugge Darkmount. Più tardi, Magnus ridà il comando degli Autobot a Optimus. In "Progetto Predacon", è rivelata la sua forma veicolo, una motrice uguale ad Optimus ma, ricolorata in blu. Viene anche rivelato che è stato messo a capo dei Wreckers su Cybertron durante la guerra, poiché sentiva che ci doveva essere qualcuno per tenerli in ordine. Ancora una volta messo a capo dei Wreckers sulla Terra, Ultra Magnus prende con se anche la Forgia di Solus Prime come una nuova arma, in quanto non aveva più potere e voleva dargli un "uso pratico". In "Catena di comando", Ultra Magnus critica costantemente le azioni di Wheeljack, come attaccare senza ordini e portarsi Miko dietro; qui si scopre che la nomina di Ultra Magnus a leader dei Wreckers è stato il motivo per cui Wheeljack disertò. Quando questi combatte Predaking nella miniera e perde, Magnus ancora una volta lo critica per aver fatto esplodere una granata in uno spazio ristretto. Alla fine Wheeljack abbandona i Wreckers di nuovo, anche se lui torna in seguito alla base Autobot in Nevada. Questo è mostrato nella puntata "Plus One", in cui Ultra Magnus e Miko ritornano in Nevada sulla nave di Magnus invece che col ponte terrestre, portando con loro l'armatura Apex bonificata. In "Evolution", Ultra Magnus comincia a rendersi conto che gli Autobot non sono più molto accoglienti verso di lui, non solo Wheeljack. Più tardi lo vedono protagonista in una battaglia per quella che sembra essere una miniera di Energon dei Decepticon, e lui prende i sabotatori all'interno della miniera con polverone. Lui e Wheeljack incappano in un laboratorio di clonazione Predacon di Shockwave e cominciano a combatterlo, ma Shockwave sfugge e i Predacons cominciano a svegliarsi. Wheeljack fa esplodere una granata vicino all'Energon sintetico, dopodiché cercano di fuggire proprio mentre arriva Predaking. Predaking è infuriato per la perdita dei suoi fratelli Predacon e cerca di uccidere i due Autobot. I Wreckers danno battaglia contro Predaking nella sua modalità di robot, ma alla fine sono sconfitti. Predaking distrugge la mano di Magnus calpestandola e distrugge la Forgia di Solus Prime. Quando questi sta per ucciderli, Optimus Prime arriva e li salva entrambi. Magnus è successivamente curato da Ratchet e impara da Optimus che il legame della famiglia è maggiore di quella di qualsiasi esercito.